# Анали-кизли
Анали кизли (тур. Analı kızlı) — суп, поширений у Південній та Південно-Східній Туреччині (Малатья, Кахраманмараш, Діярбакир, Газіантеп, Тарс, Адана), до складу якого входять фрикадельки, помідори, булгури та нути. «Analı Kızlı» буквально переклядається «з дочками та мамами», дочки — це нут, а матері — кульки з булгуром, все в супі, як йогуртовий соус. Інша назва цієї страви — Ювалама або Юварлама. Суп є частиною традиційної турецької кухні.